# Frédéric Belaubre
Frédéric (Fred) Belaubre (* 14. Februar 1980 in Poissy) ist ein ehemaliger französischer Duathlet und Triathlet. Er ist dreifacher Europameister (2005, 2006, 2008), zweifacher Olympiateilnehmer (2004, 2008) und war Mitglied der Nationalmannschaft.

## Werdegang
Sein Vater Georges Belaubre (* 1944) ist einer der Triathlon-Pioniere in Frankreich, der 1985 als 41-Jähriger der erste französische Staatsmeister auf der Triathlon-Kurzdistanz wurde.
Fred Belaubre kam über den Schwimmsport als 15-Jähriger zum Triathlon.
Im Jahr 1999, mit 19 Jahren, begann er an ITU-Wettkämpfen teilzunehmen und wurde gleich ein Jahr später Junioren-Weltmeister. Seit 2001 tritt Belaubre als Profi nur noch in der Elite-Klasse an. Seither zählt er ungebrochen zu Medaillengewinnern bei ITU-Bewerben und anderen nationalen und internationalen Triathlons.
2002, 2004, 2005, 2006, 2007 und 2010 war er französischer Staatsmeister auf der Triathlon-Kurzdistanz.
Bei den Olympischen Spielen in Athen (2004) und Peking (2008) wurde er Fünfter bzw. Zehnter.
Frédéric Belaubre war Europameister der Jahre 2005, 2006 und 2008. Bei der Weltmeisterschaft in Lausanne im Jahr 2006 wurde er Dritter.
Fred Belaubre lebt in Saint-Raphaël und trainiert im benachbarten Boulouris-sur-Mer. Seit 2009 wird er von Pierre Houseaux, dem Leiter der Triathlon-Sektion am Pôle Boulouris, gecoacht, wie schon zuvor in den Jahren 2006 bis 2007. In Frankreich trat Fred Belaubre für den Eliteclub Beauvais Triathlon an, für den er im Jahr 2009 und 2010 bei der Club-Meisterschaftsserie Lyonnaise des Eaux die Silbermedaille erkämpfte. Auch 2011 blieb Belaubre dem Verein treu, obwohl dieser die Meisterschaft Lyonnaise des Eaux boykottiert. Im April 2011 eröffnete er die neue Saison mit zwei Europacup-Silbermedaillen. In der deutschen Bundesliga ging Belaubre für das EJOT Team TV Buschhütten an den Start. Im Juli 2015 wurde er französischer Staatsmeister auf der Triathlon-Mitteldistanz.
Fred Belaubre ist mit der ehemaligen französische Profi-Triathletin Charlotte Morel (* 1989) liiert, die ebenfalls am ‹Creps Paca› bei Pierre Houseaux trainierte und für Beauvais Triathlon antrat.
2016 erklärte der damals 36-Jährige seine aktive Zeit für beendet.

## Sportliche Erfolge
| Datum/Jahr    | Rang | Wettbewerb                                                    | Austragungsort       | Zeit        | Bemerkung                                                                                           |
| ------------- | ---- | ------------------------------------------------------------- | -------------------- | ----------- | --------------------------------------------------------------------------------------------------- |
| 22. Mai 2016  | 20   | FRA Sprint Triathlon National Championships                   | Gravelines           | 00:57:36    | hinter dem Sieger Anthony Pujades                                                                   |
| 11. Okt. 2015 |      | Sardines Titus Triathlon Cassis                               | Frankreich           | 03:14:47,2  | |
| 21. Sep. 2014 | 2    | ETU Triathlon European Cup                                    | Madrid               | 01:53:54    | |
| 21. Apr. 2012 | 20   | ETU Short Distance Triathlon European Championships           | Eilat                | 01:58:49    | Europameisterschaft auf der olympischen Kurzdistanz                                                 |
| 22. Aug. 2010 | 2    | ITU Sprint Triathlon World Championship Teams                 | Lausanne             |             | Zweiter bei der Team-Weltmeisterschaft – zusammen mit Jessica Harrison, Carole Péon und David Hauss |
| 2010          | 1    | FRA Short Distance Triathlon National Championships           | Charleville-Mézières |             | zum sechsten Mal Staatsmeister auf der Kurzdistanz                                                  |
| 16. Aug. 2008 | 10   | Olympische Sommerspiele 2008                                  | Peking               | 01:50:00,30 | |
| 10. Mai 2008  | 1    | ETU Short Distance Triathlon European Championships           | Lissabon             |             | Triathlon-Europameister                                                                             |
| 2007          | 1    | FRA Short Distance Triathlon National Championships           | Charleville-Mézières |             | Staatsmeister auf der Kurzdistanz                                                                   |
| 23. Juni 2006 | 1    | ETU Short Distance Triathlon European Championships           | Autun                |             | Triathlon-Europameister                                                                             |
| 2006          | 1    | FRA Short Distance Triathlon National Championships           | Rennes               |             | Staatsmeister auf der Kurzdistanz                                                                   |
| 20. Aug. 2005 | 1    | ETU Short Distance Triathlon European Championships           | Lausanne             |             | Triathlon-Europameister                                                                             |
| 2005          | 1    | FRA Short Distance Triathlon National Championships           | Charleville-Mézières |             | Staatsmeister auf der Kurzdistanz                                                                   |
| 25. Aug. 2004 | 5    | Olympische Sommerspiele 2004                                  | Athen                | 01:52:00,33 | als bester Franzose                                                                                 |
| 2004          | 1    | FRA Short Distance Triathlon National Championships           | Charleville-Mézières |             | Staatsmeister auf der Kurzdistanz                                                                   |
| 2002          | 1    | FRA Short Distance Triathlon National Championships           | Autun                |             | Staatsmeister auf der Kurzdistanz                                                                   |
| 22. Juli 2001 | 21   | ITU Short Distance Triathlon World Championships              | Edmonton             | 01:49:57    | Triathlon-Weltmeisterschaft                                                                         |
| 30. Apr. 2000 | 3    | ITU Short Distance Triathlon World Championship Junior Men    | Perth                | 01:57:31    | Triathlon-Weltmeisterschaft der Junioren                                                            |
| 12. Sep. 1999 | 5    | ITU Short Distance Triathlon World Championship Junior Men    | Montreal             |             | Triathlon-Weltmeisterschaft der Junioren                                                            |
| 8. Juli 2000  | 2    | ETU Short Distance Triathlon European Championship Junior Men | Stein                | 00:59:07    | |
| 3. Juli 1999  | 4    | ETU Short Distance Triathlon European Championship Junior Men | Funchal              | 01:01:10    | Triathlon-Europameisterschaft Junioren                                                              |

| Datum/Jahr    | Rang | Wettbewerb                                           | Austragungsort | Zeit     | Bemerkung                                                                |
| ------------- | ---- | ---------------------------------------------------- | -------------- | -------- | ------------------------------------------------------------------------ |
| 5. Juli 2015  | 1    | FRA Middle Distance Triathlon National Championships | Gravelines     | 04:03:43 | Staatsmeister auf der Mitteldistanz                                      |
| 19. Apr. 2015 | 7    | Cannes International Triathlon                       | Cannes         | 03:56:41 | auf der Mitteldistanz (2 km Schwimmen, 80 km Radfahren und 16 km Laufen) |

| Datum/Jahr    | Rang | Wettbewerb                       | Austragungsort | Zeit     | Bemerkung |
| ------------- | ---- | -------------------------------- | -------------- | -------- | --------- |
| 21. Jan. 2012 | 1    | International Lanzarote Duathlon | Lanzarote      | 00:57:04 |           |

(DNF – Did Not Finish)